# Juan Antonio Guzmán
Juan Antonio Guzmán Batista (ur. 21 sierpnia 1951, zm. w maju 2021) – dominikański bokser, były mistrz świata WBA w kategorii junior muszej.

## Kariera zawodowa
Na zawodowym ringu zadebiutował w 1973 r. 2 lipca 1976 r. rywalem Dominikańczyka był reprezentant Panamy Jaime Rios. Guzmán zwyciężył niejednogłośnie na punkty, zdobywając mistrzostwo świata w kategorii junior muszej. Tytuł utracił 10 października tego samego roku, przegrywając przez nokaut w 7. rundzie z Yoko Gushikenem.